# Proton
Protonen er en positivt ladet subatomar partikel, som findes i atomkernen i alle grundstoffer. I brintatomer er der én proton i kernen. Ioniseret brint benævnes inden for kemi som H+, og stofmængdekoncentration af H+ bestemmer pH. Inden for astrofysik betegnes neutral brint (1 proton + 1 elektron) med HI, og ioniseret brint (et brintatom, som har afgivet sin elektron) HII, hvor I og II står som romertal.
Protonens masse er {\displaystyle 1,672621154\cdot 10^{-27}} kg (bestemt 2008.11), hvilket svarer til {\displaystyle 938,271742} MeV/c2, eller 1,007276 u, og dens elektriske ladning er {\displaystyle 1,602\cdot 10^{-19}} Coloumb. Denne værdi kaldes elementarladningen og betegnes e.

## Protonens betydning i atomer
Antallet af protoner i en atomkerne angiver atomets atomnummer, og antallet af elektroner i det neutrale (ikke-ioniserede) atom, og derved de kemiske egenskaber.

## Protonens partikelopbygning og egenskaber
Protonens 3D sandsynlighedsfordeling kan f.eks. være torus- eller ærteformet, den kan selvfølgelig også være kugleformet.
Protonen beskrives oftest, som opbygget af 3 kvarker; 2 up-kvarker og en down-kvark. Dette er dog en forsimplet sandhed, som kun beskriver forholdet af partikler, som udgør protonens ladning. Up-kvarker har en ladning på ⅔ e, og down-kvarker har en ladning på -⅓ e. Tilsammen giver dette protonen en ladning på ⅔ e + ⅔ e - ⅓ e = 1 e. I virkeligheden er protoner ikke kun opbygget af disse 3 partikler, men yderligere også af en lang række af kvark-, antikvark-par og gluoner. Dette afsløres bl.a. af protoners masse. Protoner har en masse på ~0.938 GeV/c2, mens up-kvarkers masse er ~0.0023 GeV/c2, og down-kvarkers masse er ~0.0048 GeV/c2.
Protonen formodes at have en halveringstid på 1036 år (i praksis stabil), den henfalder efter følgende skema:

{\displaystyle {\hbox{p}}^{+}\to {\hbox{e}}^{+}\;+\;{\hbox{π}}^{0}}

Pionen henfalder øjeblikkeligt selv;

{\displaystyle {\hbox{π}}^{0}\to {\hbox{2γ}}}